# TBA21 Thyssen-Bornemisza Art Contemporary
TBA21 Thyssen-Bornemisza Art Contemporary est une fondation d’art contemporain et de plaidoyer fondée en 2002 par la philanthrope Francesca Thyssen-Bornemisza. La fondation, dont le siège est à Madrid, en Espagne, gère la Collection TBA21 et supervise expositions, commandes artistiques, résidences et programmes publics, avec pour objectif de favoriser le dialogue entre l’art et les enjeux sociaux, environnementaux et politiques.
TBA21 collabore avec le Musée national Thyssen-Bornemisza grâce à un accord à long terme portant sur la production d’expositions conjointes et de programmes publics. En 2023, ce partenariat a donné naissance à Organismo, un programme d’études indépendant consacré à l’intersection entre les arts et la transformation écologique.
TBA21 gère également Ocean Space à Venise, en Italie, et entretient un partenariat avec la Alligator Head Foundation à Portland, en Jamaïque,.
De 2002 à 2012, TBA21 a exploité son premier espace d'exposition au palais Erdődy-Fürstenberg à Vienne. Elle s’est ensuite installée dans le parc Augarten à Vienne (2012–2017), où elle a organisé des expositions thématiques semestrielles.
Entre 2021 et 2024, TBA21 a collaboré avec la Junta de Andalucía pour exposer des œuvres au Centro de Creación Contemporánea de Andalucía (C3A) à Cordoue.

## Collection TBA21
La Collection TBA21 comprend plus de 1000 œuvres d'art contemporain d'artistes tels que John Akomfrah, Marina Abramović, Monica Bonvicini, Kutluğ Ataman, Candice Breitz, Olafur Eliasson, Joan Jonas, Pipilotti Rist, Simon Starling, Sanja Iveković, Wu Tsang, Ai Weiwei, entre autres.
La fondation a commencé à commander de nouvelles œuvres en 2005, avec des premières commandes de Christoph Schlingensief, Candice Breitz et d'autres.
Une œuvre notable, Küba (2004) de Kutluğ Ataman, a été présentée à bord d’une péniche réaménagée, Negrelli, lors d’une tournée sur le Danube en 2006. En 2020, cette œuvre a été offerte au Museo Nacional Centro de Arte Reina Sofía.

## TBA21–Academy
Fondée en 2011, TBA21–Academy constitue le pôle de recherche de la fondation, mettant l’accent sur les thématiques océaniques et écologiques à travers une collaboration transdisciplinaire. TBA21–Academy intègre les pratiques artistiques à la recherche scientifique et aux politiques publiques.
En 2015, une expédition de recherche aux Îles Salomon a conduit à la première observation documentée de bioluminescence chez les tortues imbriquées,, en collaboration avec le biologiste marin David Gruber, un événement reconnu par National Geographic.
Le programme de bourses The Current invite artistes, commissaires et chercheurs à participer à une production de savoirs collaborative à long terme.
En 2019, Ocean Space a ouvert ses portes dans l’église désacralisée de San Lorenzo à Venise, en tant que centre d’expositions et d’action publique océanique par les arts. L’inauguration s’est faite avec l’exposition Moving Off the Land II de Joan Jonas, basée sur sa recherche approfondie sur la vie marine et les environnements aquatiques.
La même année, TBA21–Academy a lancé Ocean-Archive.org, une plateforme numérique dédiée aux projets artistiques et de recherche sur l’océan.

## Plaidoyer et initiatives
TBA21 utilise son statut d’observateur auprès de l'Autorité internationale des fonds marins — obtenu en 2017 — pour faire campagne contre l’exploitation minière en haute mer et promouvoir l’inclusion des savoirs autochtones et interdisciplinaires dans la gouvernance des océans.
En partenariat avec la Alligator Head Foundation, TBA21 soutient une résidence artistique centrée sur l’exploration des enjeux écologiques. Une des réalisations marquantes de cette résidence fut la création d’un parc de sculptures sous-marines de l’artiste suisse Claudia Comte dans le Sanctuaire marin de East Portland.
Parmi les artistes ayant participé à la résidence TBA21–Academy et Alligator Head Foundation figurent Joan Jonas, Susanne Winterling, Dark Morph (Carl Michael von Hausswolff et Jónsi) et Dineo Seshee Bopape.
En 2021, le collectif Superflex a présenté Vertical Migration, une œuvre co-commandée par TBA21, sur la façade du siège des Nations Unies lors de la 76e Assemblée générale des Nations Unies, mettant en lumière les enjeux du changement climatique et de la vie océanique.
TBA21 a également contribué à l’événement de haut niveau sur l’action pour les océans au Costa Rica en juin 2024, en amont de la Conférence des Nations Unies sur les océans de 2025 (Nice), avec une programmation cinématographique.

## Prix et distinctions
- Prix FlashArt Italie (2025)[25]

- Prix ELLE Women pour l'engagement social (2024) décerné à Francesca Thyssen-Bornemisza, fondatrice de TBA21[26]
- Observatorio de la Cultura : TBA21 s’est classée 12e dans le rapport annuel de La Fábrica, qui distingue les projets culturels exemplaires en matière d’engagement social et de développement durable, aux côtés du Musée du Prado et de la Fondation La Caixa.

- Prix InspirAction WAS (2023). Francesca Thyssen-Bornemisza a reçu le prix Women Action Sustainability dans la catégorie Culture et Communication pour son travail de sensibilisation à la durabilité et aux droits culturels via les initiatives de TBA21.[27]

- La Vanguardia – Meilleure fondation espagnole d'art contemporain (2023)[28]
- Exposition de l'année 2023 des Apollo Awards – pour In the Eye of the Storm: Modernism in Ukraine, 1900–1930s, du 29 novembre 2022 au 2 mai 2023[29].
- Lauréate de la catégorie Environnement des UN SIDS Partnerships Awards 2023 – l'initiative collaborative « Alliances for a Bluer, Greener Caribbean (Ridge to Reef) » impliquant la Alligator Head Foundation (AHF), le Coconut Industry Board (CIB) et le Centre du commerce international (ITC), visant à promouvoir un secteur de la noix de coco durable dans les Caraïbes, a été reconnue par les UN SIDS Partnership Awards 2023[30].